# 羊田乡
羊田乡，是中华人民共和国四川省宜宾市高县曾经下辖的一个乡。2019年8月，撤销羊田乡，将其所属行政区域划归罗场镇管辖。

## 行政区划
羊田乡撤销前下辖以下地区：
名茶社区、羊田村、大坪村、光辉村、合理村、华丰社区村、前哨村和中心村。